# 清風書道展
清風書道展（せいふうしょどうてん）は、清風会が主催する年1回の書の企画展。1968年第1回展が開催され、1983年第16回展より銀座松坂屋カトレヤサロンの会場で開催されるようになった。
1986年第19回展からは毎日新聞社、（社）日本書作家協会の後援により開催し現在に至っている。略称は清風展。

## 歴代主宰
- 初代　木村東道（第1回展 - 第39回展）
- 二代　木村朱炎（第40回展 -

## 褒賞
- 清風書人大賞
- 清風準大賞
- （社）日本書作家協会賞
- 宝硯賞
- 宝墨賞
- 宝筆賞
- 宝紙賞
- 松濤賞
- 竹酔賞
- 梅香賞
- 特選
- 準特選

※第39回展実績（2006年）